# فهرست افراد دانشگاه صنعتی شریف

نشانِ دانشگاهِ صنعتیِ شریف

این مقاله فهرستی از فارغ‌التحصیلان و دانشجویان و اعضای سرشناس هیئت علمی دانشگاه صنعتی شریف (دانشگاه صنعتی آریامهر پیش از سال ۱۳۵۷) بر حسب حرفه آن‌ها است. آ ب

## آکادمیک

### مسئولان
تولیت عظمی

شاه اولین متولی عظمای دانشگاه بود

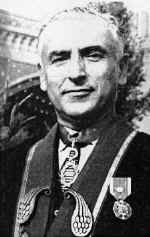
محمدعلی مجتهدی گیلانی، مؤسس دانشگاه

- محمدرضا شاه پهلوی، تولیت عظمی، ۱۳۴۵ تا سال ۱۳۵۷[۱]

نواب تولیه عظمی
- محمدعلی مجتهدی گیلانی، مؤسس دانشگاه
- فضل‌الله رضا
- محمدرضا امین
- سید حسین نصر
- مهدی ضرغامی
- علیرضا مهران
- حسینعلی انواری

رؤسا پس از انقلاب اسلامی
- علی محمد رنجبر، استاد مهندسی برق و معاون سابق وزیر نیرو و برگزیدهٔ همایش چهره‌های ماندگار[۲]
- عباس انواری
- علی اکبر صالحی، استاد مهندسی مواد، رئیس سازمان انر‍ژی اتمی و وزیر امور خارجه سابق ایران
- محمد اعتمادی
- سید خطیب‌الاسلام صدرنژاد، استاد مهندسی مواد
- سعید سهراب‌پور، استاد مهندسی مکانیک، عضو پیوستهٔ فرهنگستان علوم و برگزیدهٔ همایش چهره‌های ماندگار
- رضا روستاآزاد
- محمود فتوحی فیروزآباد
- رسول جلیلی
- سید عباس موسوی

### استادان
اعضای هیئت علمی دانشگاه صنعتی شریف:

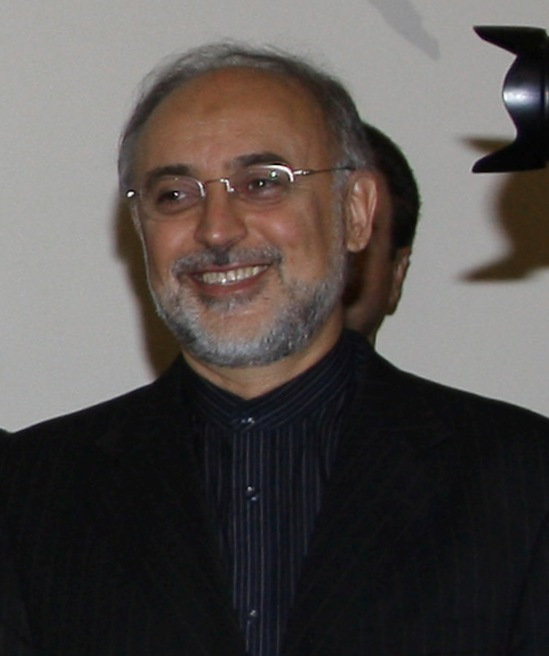
علی اکبر صالحی استاد مهندسی مکانیک و رئیس سابق برای دو دوره

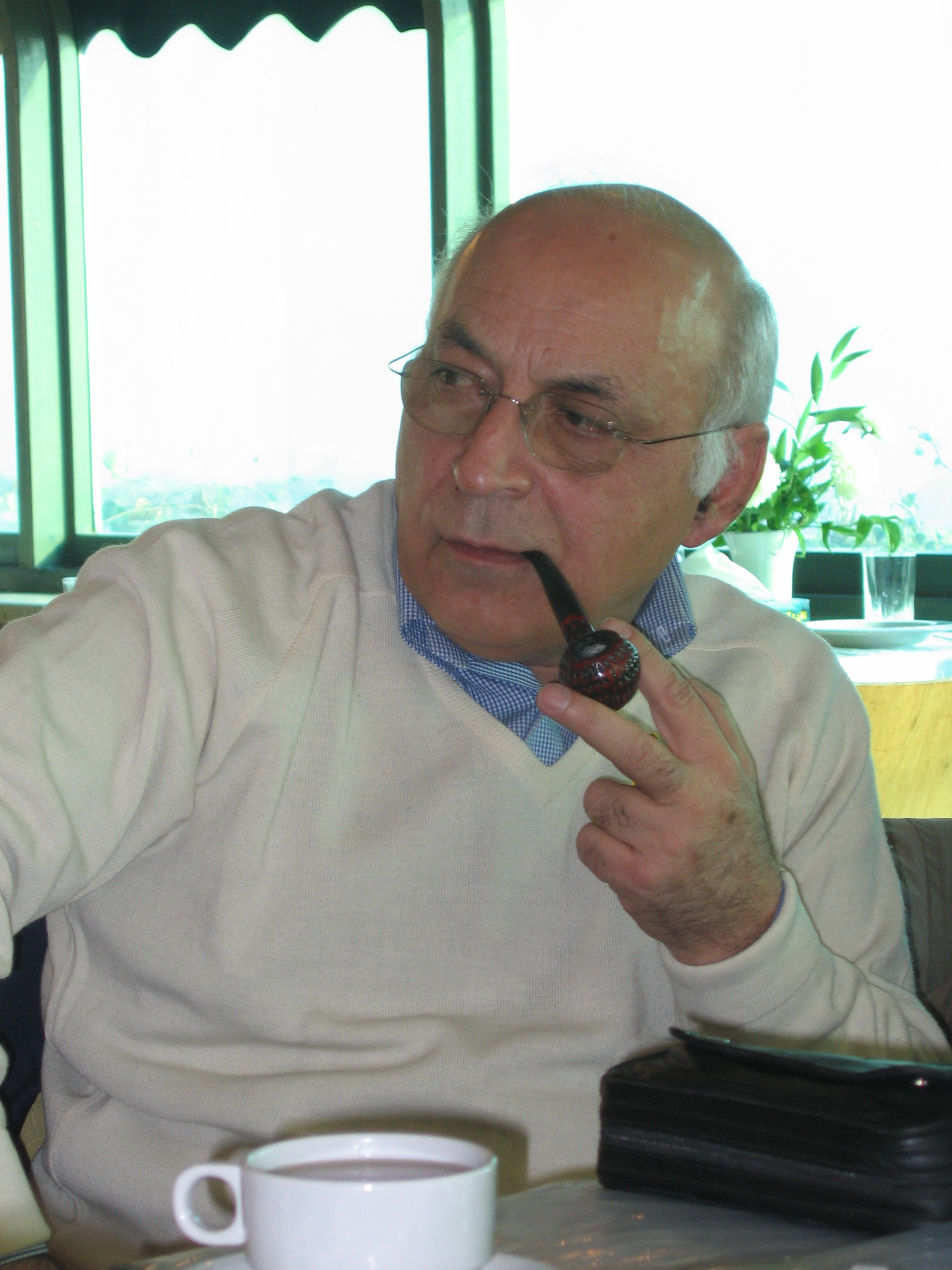
سیاوش شهشهانی استاد ریاضی

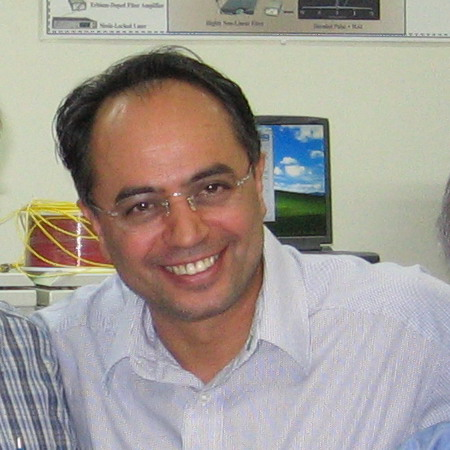
جواد صالحی استاد مهندسی برق

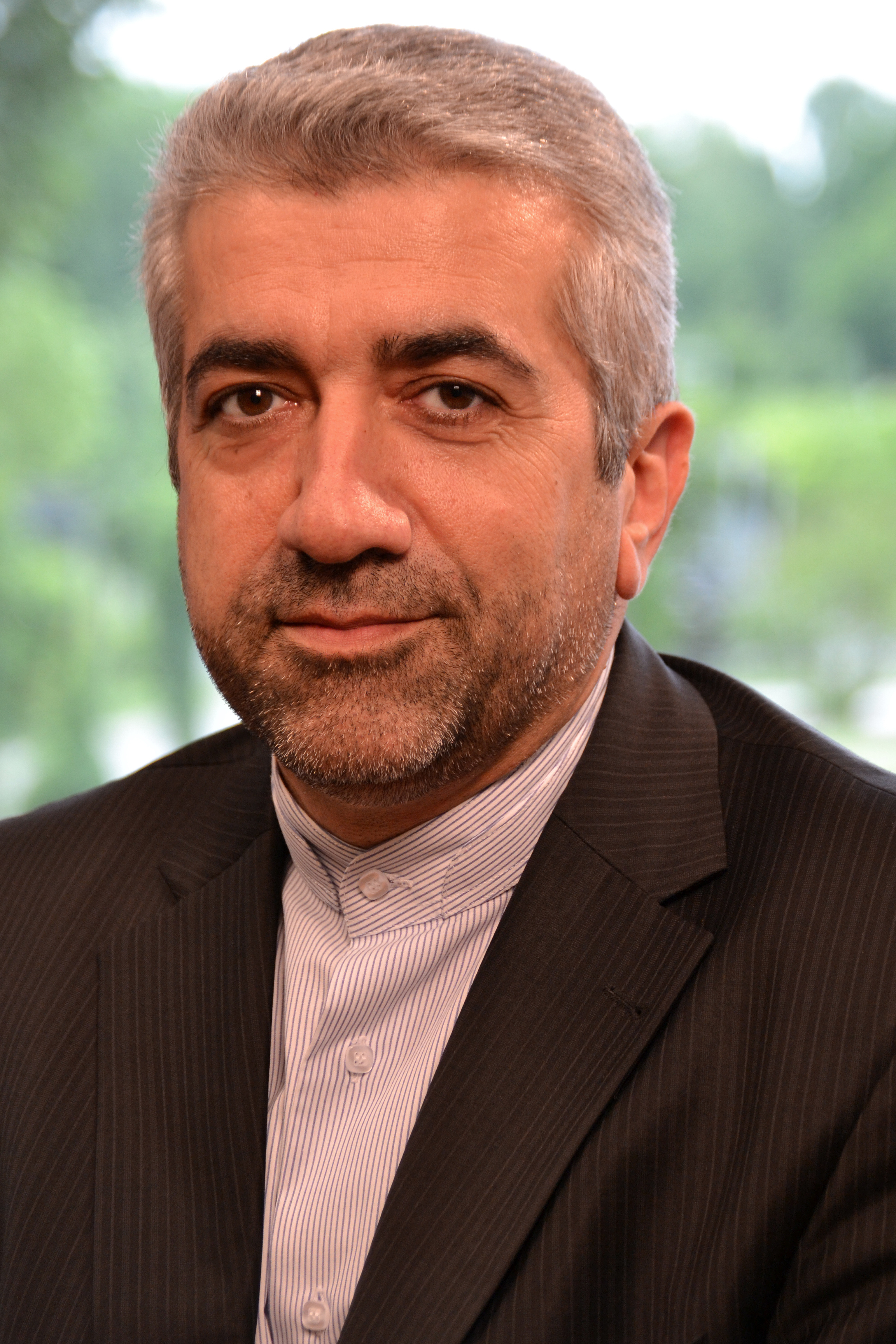
رضا اردکانیان عضو هیئت علمی دانشکده مهندسی عمران

- فیروز پرتوی، اولین رئیس دانشکده فیزیک
- هوشنگ منتصری، معاون سابق دانشگاه، استاندار سابق کرمان
- فرهاد اردلان، استاد فیزیک و قائم مقام پژوهشگاه دانش‌های بنیادی
- مرتضی انواری، اولین رئیس دانشکده ریاضی
- حسام‌الدین ارفعی، استاد فیزیک
- مهدی بهادری‌نژاد، استاد مهندسی مکانیک، معاون پژوهشی فرهنگستان علوم و برگزیدهٔ همایش چهره‌های ماندگار
- مسعود نیلی، استاد اقتصاد و معاون سابق سازمان برنامه
- رضا قطبی، رئیس تلویزیون ملی ایران از سال ۱۳۴۲ تا ۱۳۵۷ بود و استاد ریاضی[۳]
- ویلیام چیتیک
- مهدی بهزاد استاد ریاضی
- منوچهر نظری، استاد سابق تربیت بدنی و داور فیفا[۴]
- پرویز دوامی، استاد مهندسی مواد و برگزیدهٔ همایش چهره‌های ماندگار
- همایون سراجی محقق آزمایشگاه پیشرانه جت ناسا و کلتک
- سیاوش شهشهانی، استاد ریاضی، برگزیدهٔ همایش چهره‌های ماندگار و بنیان‌گذار دامنه اینترنتی ‎.ir
- جواد صالحی، پراستنادترین دانشمند ایرانی در آی‌اس‌آی[۵]
- حسن ظهور، استاد مهندسی مکانیک، دبیر فرهنگستان علوم و برگزیدهٔ همایش چهره‌های ماندگار
- محمدرضا عارف، استاد مهندسی برق، عضو پیوستهٔ فرهنگستان علوم و معاون اول محمد خاتمی رئیس‌جمهور سابق ایران
- علی عباسپور تهرانی فرد، رئیس سابق کمیسیون آموزش و تحقیقات مجلس شورای اسلامی
- حسن عباسپور، وزیر سابق نیرو
- مهدی گلشنی، استاد فیزیک و برگزیدهٔ همایش چهره‌های ماندگار
- علینقی مشایخی، بنیان‌گذار دانشکده مدیریت و اقتصاد دانشگاه صنعتی شریف
- علی مقداری، استاد مهندسی مکانیک
- رضا منصوری، استاد فیزیک و معاون پژوهشی وزارت علوم، تحقیقات و فناوری در دورهٔ ریاست جمهوری محمد خاتمی
- بهمن مهری، استاد ریاضی و برگزیدهٔ همایش چهره‌های ماندگار
- ابوالحسن وفایی، استاد دانشکده مهندسی عمران، و برگزیدهٔ همایش چهره‌های ماندگار[۶][۷][۸]
- محمدعلی نجفی، معاون سابق رئیس‌جمهور و وزیر اسبق آموزش و پرورش و آموزش عالی، شهردار سابق تهران
- علی‌اکبر صالحی رئیس سازمان انرژی اتمی ایران
- حسین زمان، خواننده و استاد پردیس کیش دانشگاه
- سورنا ستاری معاون علمی و فناوری رئیس‌جمهور ایران
- امیر فقری
- یونس ایپکچی
- رضا اردکانیان وزیر نیروی ایران و عضو هیئت علمی دانشکده مهندسی عمران
- محمد شریفخانی، معاون فضای مجازی صدا و سیمای جمهوری اسلامی ایران
- محمد اردشیر، استاد ریاضی
- محمد قدسی، استاد مهندسی کامپیوتر
- حسین معصومی همدانی
- حمیدرضا کاتوزیان، استاد مهندسی مکانیک، نماینده مجلس شورای اسلامی، ادوار ۷ و ۸
- رسول صدیقی بنابی، استاد فیزیک، نماینده بناب در مجلس شورای اسلامی، ادوار ۳، ۴، ۶ و ۷
- مجید عباس‌پور
- محمد مهدی نایبی
- سیروس عسگری، استاد مهندسی مواد
- جعفر توفیقی، استاد سابق مهندسی انرژی، وزیر سابق علوم، تحقیقات و فناوری
- یوسف ثبوتی
- عباس ملکی، استاد مهندسی انرژی، معاون سابق وزیر امور خارجه
- مجتبی عطاردی، دانشیار مهندسی برق
- علی شریفی زارچی، استادیار مهندسی کامپیوتر
- سیدعلی مدنی‌زاده، استاد اقتصاد
- حسن سالاریه، استاد مهندسی مکانیک، رییس سازمان فضایی ایران[۹]

### دانش‌آموختگان

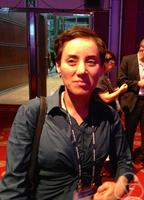
مریم میرزاخانی

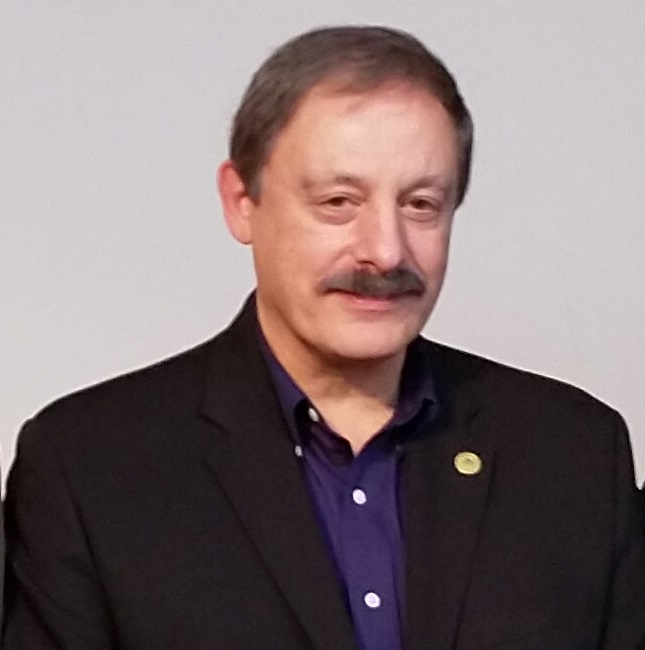
محمد شاهیده‌پور

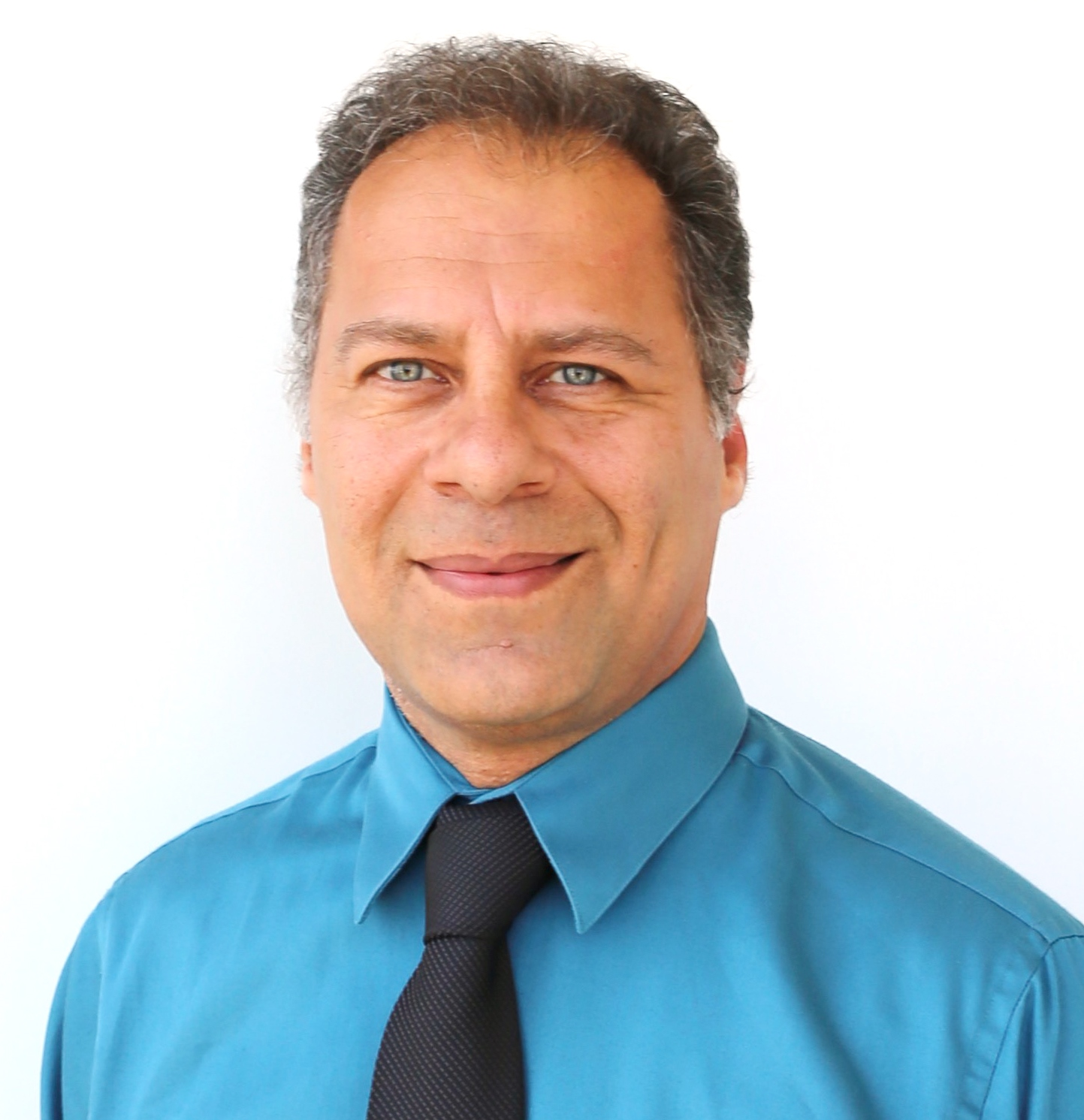
پیام حیدری

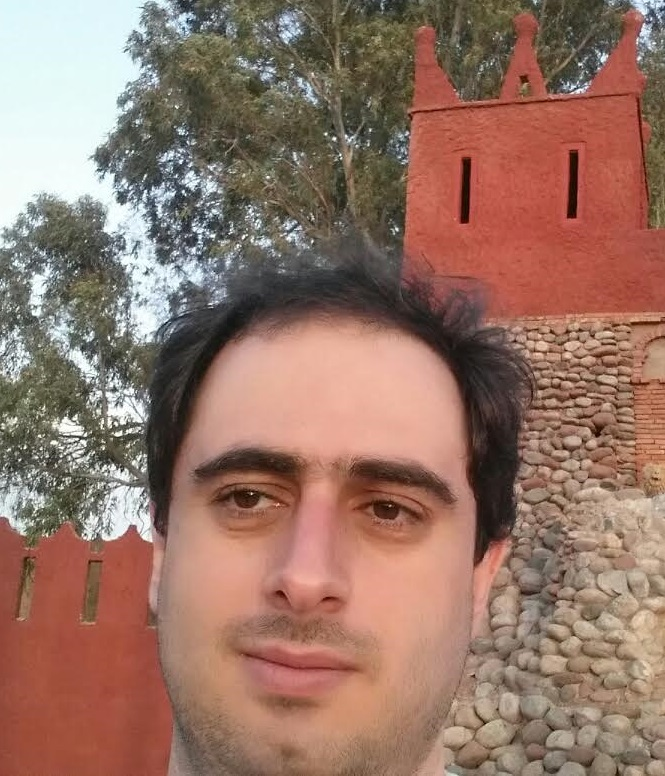
محمدتقی حاجی‌آقائی

دانش‌آموختگان دانشگاه صنعتی آریامهر/شریف عضو هیئت علمی دانشگاه‌های دیگر:
- محمد ابراهیمی، رئیس پیشین پژوهشگاه هوافضای ایران
- امیراعلم غضنفریان، نخستین مدال‌آور ایرانی المپیادهای علمی جهانی
- مریم میرزاخانی، استاد ریاضی دانشگاه استنفورد، برنده مدال فیلدز
- محمد شاهیده‌پور رئیس دانشکده مهندسی برق ایلینوی تک
- بهزاد رضوی، استاد دانشگاه کالیفورنیا
- محمود نیلی احمدآبادی، رئیس دانشگاه تهران
- علی حاجی‌میری استاد مهندسی برق مؤسسه فناوری کالیفرنیا
- حمید وحید دستجردی رئیس دپارتمان فلسفه پژوهشگاه دانشهای بنیادی
- فریناز کوشانفر، استاد مهندسی برق دانشگاه کالیفرنیا، سن دیگو
- علیرضا مشاقی، استاد دانشگاه و پژوهشگر دانشگاه لیدن هلند
- رحمت‌الله شورشی، رئیس دانشگاه ایالتی پورتلند
- عباس عدالت، استاد امپریال کالج لندن
- مونا جراحی، استاد دانشگاه کالیفرنیا، لس آنجلس
- مجتبی ازهری، استاد دانشگاه صنعتی اصفهان
- الهام کاشفی، استاد علوم کامپیوتر دانشگاه ادینبرو
- رؤیا بهشتی زواره، دانشیار دانشگاه واشینگتن سینت لوییس
- بهرخ خوشنویس، استاد مهندسی صنایع دانشگاه کالیفرنیای جنوبی
- محمدتقی حاجی‌آقائی، استاد دانشگاه مریلند در کالج پارک
- رامین گلستانیان، استاد دانشگاه آکسفورد
- زهرا فخرایی، استاد شیمی دانشگاه پنسیلوانیا
- یاسمن فرزان، عضو هیئت علمی پژوهشگاه دانش‌های بنیادی
- محمدمهدی شیخ‌جباری، عضو هیئت علمی پژوهشگاه دانش‌های بنیادی
- سید مسعود موسوی اردبیلی، رئیس دانشگاه مفید
- جمال یعقوبی، استاد مؤسسه پلی‌تکنیک ووستر
- سید محمد حکاک قزوینی، دانشیار فلسفه دانشگاه بین‌المللی امام خمینی
- علی جدبابایی، رئیس دانشکده مهندسی عمران و محیط زیست مؤسسه فناوری ماساچوست
- علی پایا، دانشیار مرکز تحقیقات سیاست علمی کشور
- پیمان حیدری، استاد مهندسی برق دانشگاه کالیفرنیا، ارواین
- کمال سرابندی، استاد مهندسی برق دانشگاه میشیگان، ان آربر
- ایمان افتخاری، معاون دپارتمان ریاضی پژوهشگاه دانش‌های بنیادی
- قاسم اکسیری‌فرد، استاد سابق دانشگاه صنعتی خواجه نصیرالدین طوسی
- فاضل لاریجانی، رئیس سابق دانشگاه آزاد علوم و تحقیقات آمل
- نادیا مفتونی، دانشیار الهیات دانشگاه تهران (تحصیل ناتمام)
- مهدی هدایتی، استاد بیوشیمی دانشگاه علوم پزشکی شهید بهشتی
- طاها یاسری، استادیار دانشگاه آکسفورد
- محمد ابراهیمی سیدآبادی، عضو هیئت علمی و رئیس پیشین پژوهشگاه هوافضای ایران
- کاوه لاجوردی، عضو سابق هیئت علمی پژوهشگاه دانش‌های بنیادی
- محمدمهدی علیشاهی، استاد دانشگاه شیراز
- هژیر رحمانداد، دانشیار مدرسه مدیریت اسلون ام‌آی‌تی
- محمدصالح اولیا، رئیس دانشگاه یزد[۱۰]
- آزیتا امامی، استاد مهندسی برق کلتک[۱۱]
- سلمان اوستی‌مهر، استاد مهندسی برق دانشگاه کالیفرنیای جنوبی[۱۲]
- تارا جاویدی، استاد مهندسی برق دانشگاه کالیفرنیا سن دیگو[۱۳]
- احسان افشاری، استاد مهندسی برق دانشگاه میشیگان[۱۴]
- فریبرز حقیقت، استاد مهندسی عمران دانشگاه کونکوردیا[۱۵]
- محمد قنبری، استاد مهندسی برق دانشگاه ساسکس[۱۶]
- سیروس شهابی، استاد علوم رایانه و مهندسی برق دانشگاه کالیفرنیای جنوبی[۱۷]
- مسعود علی‌محمدی، استاد فیزیک دانشگاه تهران
- سید مجتبی صدرعاملی استاد دانشگاه تربیت مدرس تهران
- پیام حیدری، استاد مهندسی برق دانشگاه کالیفرنیا ارواین[۱۸]
- رضا الفتی صابر، استاد سابق کالج دارتموث[۱۹]
- مجید شهریاری، استاد فیزیک دانشگاه شهید بهشتی
- بهنام آژنگ، استاد مهندسی برق دانشگاه رایس (ناتمام)
- یاسمین مستوفی، استاد دانشگاه کالیفرنیا سانتاباربارا[۲۰]
- یوسف بزرگ‌نیا، استاد مهندسی عمران دانشگاه کالیفرنیا لس آنجلس[۲۱]
- کوروش نوذری، استاد فیزیک و رئیس دانشگاه مازندران[۲۲]
- محمد اکبرپور، دانشیار مدرسه عالی کسب‌وکار استنفورد[۲۳]
- لاله حق وردی، برندهٔ جایزه اروین شرودینگر انستیتوی هلمهولتز[۲۴]
- داوود یونسیان، سرپرست دانشگاه علم و صنعت ایران[۲۵]
- یوسف حجت، سرپرست دانشگاه تربیت مدرس[۲۶]

## سیاست

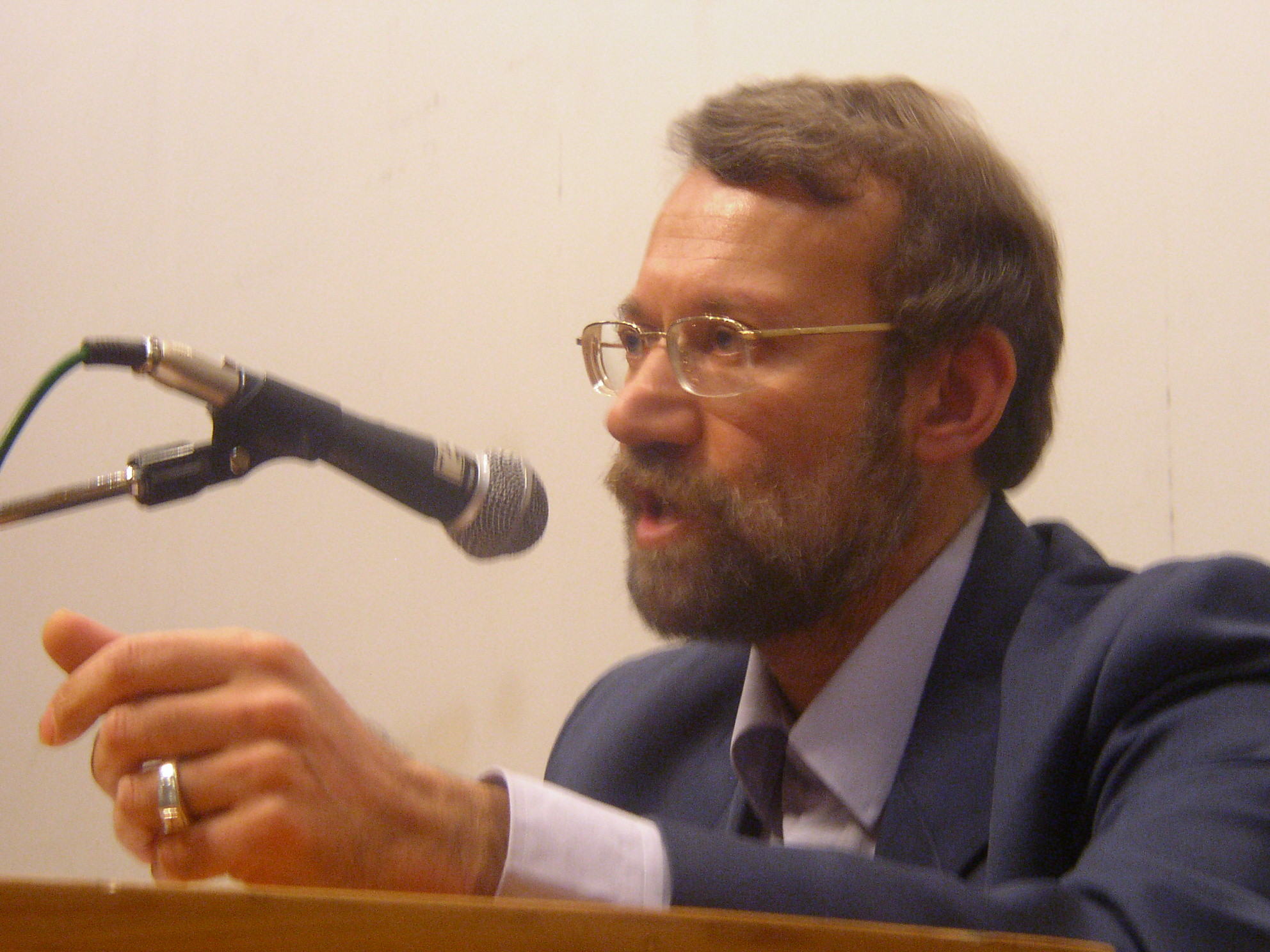
علی لاریجانی، رئیس سابق مجلس شورای اسلامی در حال سخنرانی در دانشگاه

### اعضای کابینه

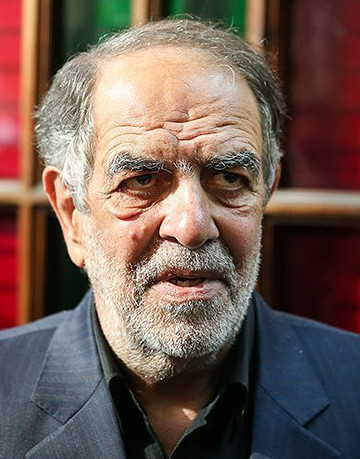
اکبر ترکان

- اسحاق جهانگیری، معاون اول رئیس‌جمهور ایران
- غلامرضا شافعی، وزیر صنایع
- محمد رحمتی، وزیر راه و شهرسازی
- اکبر ترکان، وزیر دفاع، وزیر راه و ترابری، مشاور ارشد رئیس‌جمهور
- محمدعلی نجفی، معاون سابق رئیس‌جمهور و وزیر اسبق آموزش و پرورش و آموزش عالی
- علی‌اصغر مونسان، معاون رئیس‌جمهور و وزیر میراث فرهنگی، صنایع دستی و گردشگری
- رستم قاسمی وزیر نفت، وزیر راه و مسکن
- سید پرویز فتاح، رئیس بنیاد مستضعفان، وزیر نیرو
- رضا اردکانیان وزیر نیروی ایران و عضو هیئت علمی دانشکده مهندسی عمران
- سید ابوالحسن خاموشی، سرپرست وزارت نیرو، سرپرست وزارت راه و ترابری
- ستار محمودی، سرپرست وزارت نیرو
- عیسی زارع‌پور، وزیر ارتباطات و فناوری اطلاعات
- مهرداد بذرپاش، وزیر کار، تعاون و رفاه اجتماعی، رئیس دیوان محاسبات کشور، نماینده تهران، دوره ۹
- عباس علی‌آبادی، وزیر نیرو، وزیر صنعت، معدن و تجارت، مدیرعامل گروه مپنا
- نسرین سلطان‌خواه، معاون علمی و فناوری رئیس‌جمهور
- روح‌الله دهقانی فیروزآبادی، معاون علمی و فناوری رئیس‌جمهور
- حسین افشین، معاون علمی و فناوری رئیس‌جمهور
- سعید اوحدی، معاون رئیس‌جمهور و رئیس بنیاد شهید و امور ایثارگران، رئیس سازمان حج و زیارت

### نمایندگان مجلس

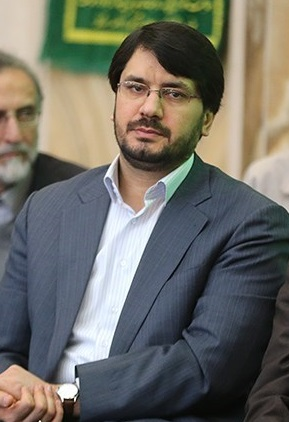
مهرداد بذرپاش

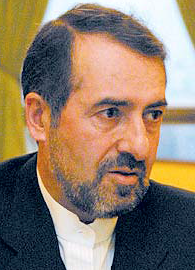
مرتضی الویری

- علی لاریجانی، رئیس مجلس و نماینده قم، دوره‌های ۸، ۹، ۱۰
- ابراهیم اصغرزاده نماینده تهران، دوره ۳
- محمد نعیمی‌پور، نماینده تهران، دوره ۶
- احمد شیرزاد نماینده اصفهان، رئیس کمسیون آموزش و تحقیقات، دوره ۶
- رضا رمضانی خورشیددوست، نماینده رشت، دوره ۱
- محسن دهنوی، نماینده تهران، دوره ۱۱
- سید هادی بهادری، نماینده ارومیه، دوره ۱۰
- محمدمهدی مفتح، نماینده تویسرکان/رزن، دوره‌های ۴، ۵، ۷، ۸، ۹، ۱۰، ۱۱
- حجت‌الله روحی، نماینده فریدون‌کنار و بابلسر، دوره ۷
- حمید گرمابی، نماینده نیشابور، دوره ۱۰
- محسن نریمان، قائم‌مقام وزیر راه و شهرسازی در امور استان‌ها، نماینده بابل، دوره‌های ۳، ۴، ۶، ۸
- مصطفی طاهری، نماینده زنجان، دوره ۱۱

### نظامیان

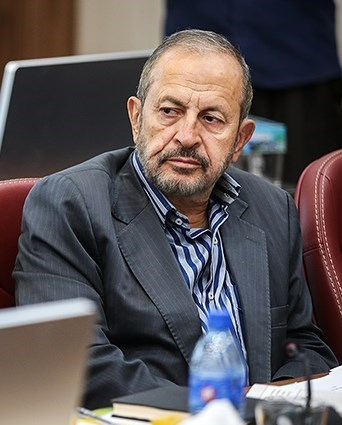
علیرضا افشار

- رضا سیف‌الهی، دومین فرمانده نیروی انتظامی (۱۳۷۱–۱۳۷۵)
- علیرضا افشار، از فرماندهان سپاه پاسداران انقلاب اسلامی
- حسین قجه‌ای، از فرماندهان لشکر ۲۷ محمد رسول‌الله در جنگ ایران و عراق
- فرهاد خادم، از مسولین احداث پل چذابه، در جنگ ایران و عراق
- محسن وزوایی

### سفرا
- رامین مهمان‌پرست، سخنگوی سابق وزارت امور خارجه، سفیر سابق ایران در لهستان
- ناصر نوبری، سفیر ایران در شوروی
- علیرضا شیخ عطار سفیر ایران در آلمان[۲۷]

### دیگر صاحب‌منصبان

مجید حدادعادل

- محمد عطریانفر، رئیس سابق شورای شهر تهران
- مرتضی الویری، شهردار اسبق تهران
- محسن سازگارا، فعال سیاسی، رئیس اسبق سازمان گسترش و نوسازی صنایع ایران
- محمدجواد لاریجانی، معاون بین‌الملل قوه قضائیه و رئیس پژوهشگاه دانش‌های بنیادی
- محمدجواد مادرشاهی، مشاور امنیتی رئیس‌جمهور ایران در سال‌های ۱۳۶۰[۲۸]
- برات قنبری، معاون سابق وزیر پست، تلگراف و تلفن[۲۸]
- رضا ویسه، معاون هماهنگی و نظارت معاون اول رئیس‌جمهور ایران
- محسن پورسیدآقایی، مدیرعامل سابق راه‌آهن جمهوری اسلامی ایران
- همایون حائری خیاوی، معاون برق و انرژی وزارت نیرو
- حمید فاضلی رئیس سابق سازمان فضایی ایران[۲۹]
- مهدی هاشمی رفسنجانی، رئیس سابق سازمان بهینه‌سازی مصرف سوخت
- حسین انتظامی، رئیس سازمان سینمایی و سمعی، بصری
- علی سرزعیم، معاون امور اقتصاد و برنامه‌ریزی وزارت تعاون، کار و رفاه اجتماعی
- علی‌محمد نوریان، سرپرست سابق دانشگاه آزاد اسلامی، رئیس سابق سازمان هواشناسی
- مجید حداد عادل، استاندار کرمانشاه
- محمدحسن انتظاری، رئیس مرکز ملی فضای مجازی
- سید محمدامین آقامیری،  رئیس مرکز ملی فضای مجازی
- وحید احمدی، رئیس مرکز تحقیقات سیاست علمی کشور، معاون سابق پژوهش و فناوری وزارت علوم، تحقیقات و فناوری
- رشید صدرالحفاظی، ریاست دفتر اطلاعات ریاست جمهوری[۲۸]
- مهرداد تقی‌زاده، معاون سابق وزیر راه و شهرسازی در امور حمل‌ونقل
- کیومرث هاشمی، رئیس سابق کمیته ملی المپیک جمهوری اسلامی ایران
- غلامرضا قاسمیان، رئیس کتابخانه، موزه و مرکز اسناد مجلس شورای اسلامی[۳۰]
- سید محمد صادق‌زاده، معاون وزیر نیرو و رئیس سازمان انرژی‌های تجدیدپذیر و بهره‌وری انرژی[۳۱]
- یوسف آرمودلی، مدیرعامل سازمان انرژی‌های نو ایران[۳۲]
- داریوش ابوحمزه، رییس مرکز آمار ایران،[۳۳] معاون اقتصادی سازمان برنامه و بودجه، [۳۴] معاون رفاه اجتماعی وزیر تعاون، کار و رفاه اجتماعی[۳۵]
- محمد مهدی رحمتی، معاون وزیر نفت  در امور برنامه‌ریزی و نظارت بر منابع هیدروکربوری ، معاون  امور زیربنایی سازمان برنامه[۳۶]
- محمد احمدیان، معاون سابق وزیر نیرو و مدیر عامل اسبق توانیر، معاون سابق سازمان انرژی اتمی ایران[۳۷]
- علی زحمتکش، مدیر عامل سابق شرکت آب و نیروی ایران[۳۸][۳۹]
- سید حسن موسوی نژاد، مدیر عامل اسبق رجا[۴۰]
- سید علی روحانی، معاون سیاستگذاری وزیر امور اقتصادی و دارایی[۴۱]

### فعالان سیاسی

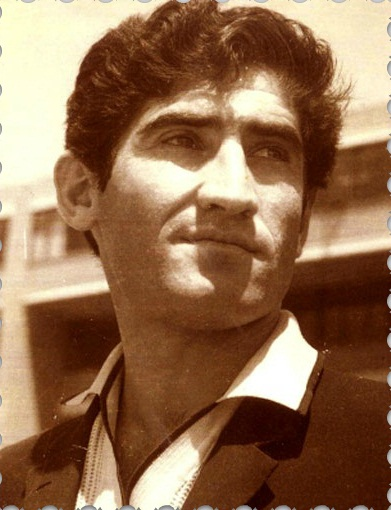
فؤاد مصطفی سلطانی، در دانشگاه صنعتی شریف در تهران، در ۱۷ اردیبهشت ۱۳۴۷

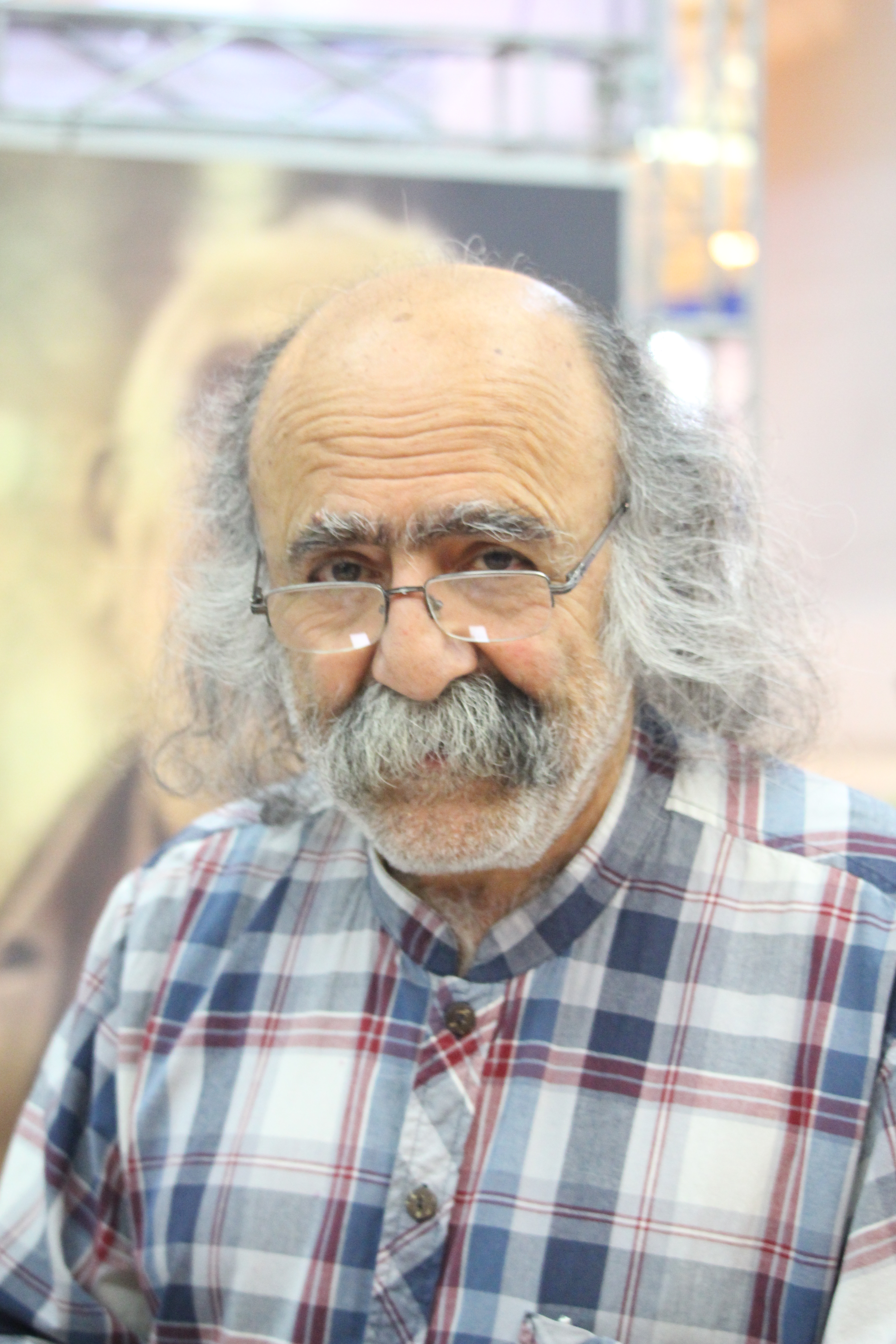
کیوان صمیمی

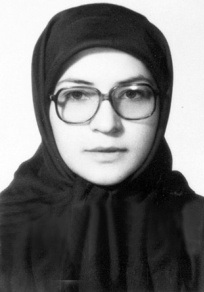
اشرف ربیعی

- مجید شریف واقفی، از بنیان‌گذاران سازمان مجاهدین خلق ایران که دانشگاه در سال ۱۳۵۸ به افتخار او به رأی دانشجویان نامگذاری شد.
- مرتضی صمدیه لباف، از اعضای سازمان مجاهدین خلق ایران
- حمید تقوایی، رهبر کنونی حزب کمونیست کارگری ایران
- مریم رجوی رئیس شورای ملی مقاومت ایران
- کوهیار گودرزی
- بهرام آرام، از چریک‌های مبارز با حکومت پهلوی[۲۸]
- شیوا فرهمند راد، فعال چپگرای حزب توده[۲۸]
- اشرف ربیعی، از اعضای شاخص سازمان مجاهدین خلق ایران[۲۸]
- حسن شریعتمداری[۲۸]
- محمدجواد قدیری[۲۸]
- کیوان صمیمی[۲۸]
- مجید احمدزاده هروی (از برادران احمدزاده)، از مؤسسین سازمان چریک‌های فدایی خلق[۴۲]
- وحید افراخته، از مسئولین بخش مارکسیست سازمان مجاهدین خلق[۴۲]
- تورج حیدری بگوند، رهبر گروه منشعب از سازمان چریک‌های فدایی خلق ایران[۴۲]
- سید مهدی و سید محمد امیر شاه کریمی، رهبران گروه مهدویون[۴۲]
- علیرضا شکوهی، دبیر اول سازمان کارگران انقلابی ایران (راه کارگر)[۴۲]
- محمدجواد قائدی، از بنیان‌گذاران اتحاد مبارزان کمونیست[۴۲]
- فؤاد مصطفی سلطانی، رهبر و عضو بنیان‌گذار حزب کومله
- مجتبی واحدی، سردبیر سابق روزنامه آفتاب یزد
- محمد شریفی مقدم ریابی
- داریوش کایدپور، تئوریسین سازمان رزمندگان آزادی طبقه کارگر
- علیرضا جعفرزاده، سخنگوی عمومی دفتر نمایندگی شورای ملی مقاومت ایران در ایالات متحده آمریکا
- مجتبی همدانی، مدیرکل مطبوعات داخلی وزارت ارشاد، معاون رئیس دفتر رهبر ایران در امور روابط عمومی، مسئول شاخه دانشجویی حزب جمهوری اسلامی[۴۳]

## ورزش

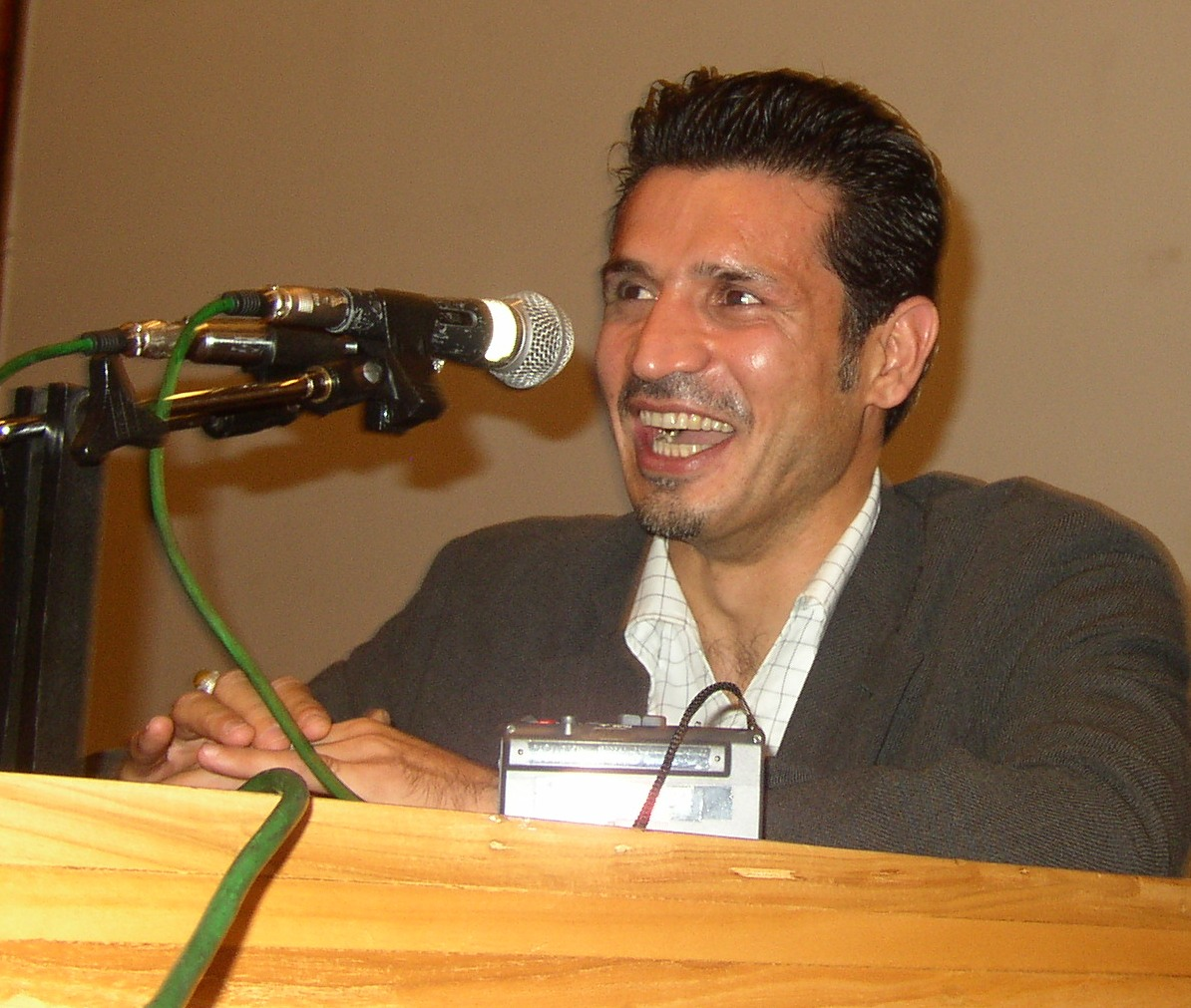
علی دایی در حال صحبت در مراسمی که برای تقدیر از او در دانشگاه صنعتی شریف برگزار شد(۱۳۸۳).

- علی دایی بازیکن اسبق تیم ملی فوتبال ایران و برترین گلزن بازی‌های ملی در سطح جهان
- عادل فردوسی‌پور، گزارشگر فوتبال
- الشن مرادی، استادبزرگ شطرنج
- پیمان مهاجرین اصفهانی، استاد بین‌المللی[۴۴][۴۵]
- آرش روغنی، استاد بین‌المللی[۴۶]
- ایرج مظفری- ملی پوش و کاپیتان تیم ملی والیبال
- علی خطیر، مدیرعامل باشگاه فوتبال استقلال تهران
- بهروز صحابه تبریزی، فوتبالیست باشگاه پاس تهران، رئیس سابق فدراسیون فوتبال ایران
- سعید شریعتمداری، بازیکن فوتبال تیم ملی ایران و باشگاه پاس تهران[۴۷]

## صنعت، تجارت و کسب و کار

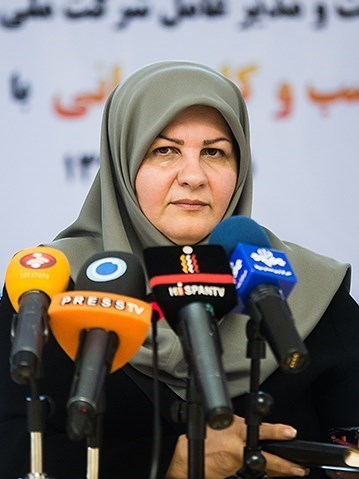
مرضیه شاهدایی

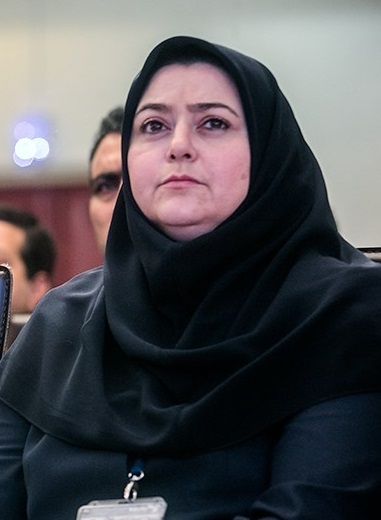
فرزانه شرفبافی

- سید جواد سلیمانی، مدیرعامل گروه خودروسازی سایپا[۴۸]
- منوچهر منطقی، رئیس سازمان صنایع هوایی وزارت دفاع، مدیر عامل سابق گروه صنعتی ایران خودرو[۴۹]
- احمد قلعه‌بانی، مدیر عامل سابق گروه صنعتی سایپا و شرکت ملی نفت و فراورده‌های نفتی ایران[۵۰]
- مرضیه شاهدایی، مدیر عامل شرکت ملی صنایع پتروشیمی ایران
- مهدی یحیی‌نژاد، از بنیان‌گذاران وبگاه بالاترین
- سلمان جریری، اولین وبلاگ‌نویس ایرانی
- بیژن داوری نایب رئیس ارشد مرکز تحقیقاتی تامس واتسن آی‌بی‌ام
- بهداد اسفهبد، توسعه‌دهنده اصلی برنامه‌های حرف‌باز، پانگو و فری‌بی‌دی
- الکس مهر و شایان زاده، مؤسسین زوسک[۵۱]
- حسام آرمندهی، از بنیانگذاران کافه بازار و دیوار
- عبدالحسین ثمری میبدی، مدیر عامل سابق شرکت ملی ذخیره‌سازی
- مهدی میر معزی، مدیرعامل سابق شرکت ملی نفت ایران
- علی‌رضا آزمندیان، سخنران انگیزشی
- احمد فیاض‌بخش، دبیرکل اتاق بازرگانی صنایع معادن و کشاورزی ایران
- بابک پرویز، نایب رئیس آمازون
- محمدصادق قاضی‌زاده، رئیس پژوهشگاه نیرو، معاون سابق وزیر نیرو
- علی‌اکبر پورابراهیم، مدیرعامل شرکت بازرگانی نفت ایران[۵۲]
- روزبه پورنادر
- اسدالله صبوری، معاون نیروگاه‌های سازمان انرژی اتمی[۵۳]
- مصطفی احمدی روشن معاون بازرگانی مرکز غنی‌سازی نطنز و ترور شده
- بابک حجت [en] از مخترعین فناوری زبان طبیعی منجر به توسعه نرم‌افزار سیری، نایب رئیس هوش مصنوعی تکاملی در کاگنیزنت[۵۴]
- ژینا کودی [en]  ، مدیرعامل ارشد شرکت سی‌سی‌آی [۵۵]
- سعید ملک‌پور
- هومن دارابی [en]  ، عضو پیوسته گروه ارتباطات بی‌سیم، برودکام [۵۶]
- فرزانه شرفبافی، مدیرعامل هواپیمایی جمهوری اسلامی ایران
- سیاوش الموتی، نایب رئیس اجرایی ولز فارگو، برنده جایزه مارکونی (ناتمام)[۵۷]
- رضا نجفی‌منش، رئیس انجمن صنایع همگن قطعه‌سازی[۵۸][۵۹]
- شهاب جوانمردی، مدیرعامل فناپ[۶۰]
- مهدی نایبی، مدیرعامل و بنیانگذار الوپیک[۶۱][۶۲]
- علی نقیب، مدیرعامل داروگر، مدیر عامل زمزم، مدیرعامل شرکت بهداشتی دکتر عبیدی[۶۳]
- یوسف حجت، مدیرعامل ساپکو، معاون حمل و نقل شهرداری تهران[۶۴]
- منصور منصوری بیرجندی، مدیرعامل ساپکو[۶۵][۶۶]
- محمدمهدی طوفانی‌نژاد، رئیس هیئت مدیره گروه صنعتی پانا، مدیرعامل گروه مهندسی سدید[۶۷][۶۸]

## هنر و رسانه
- پیمان یزدانیان آهنگساز

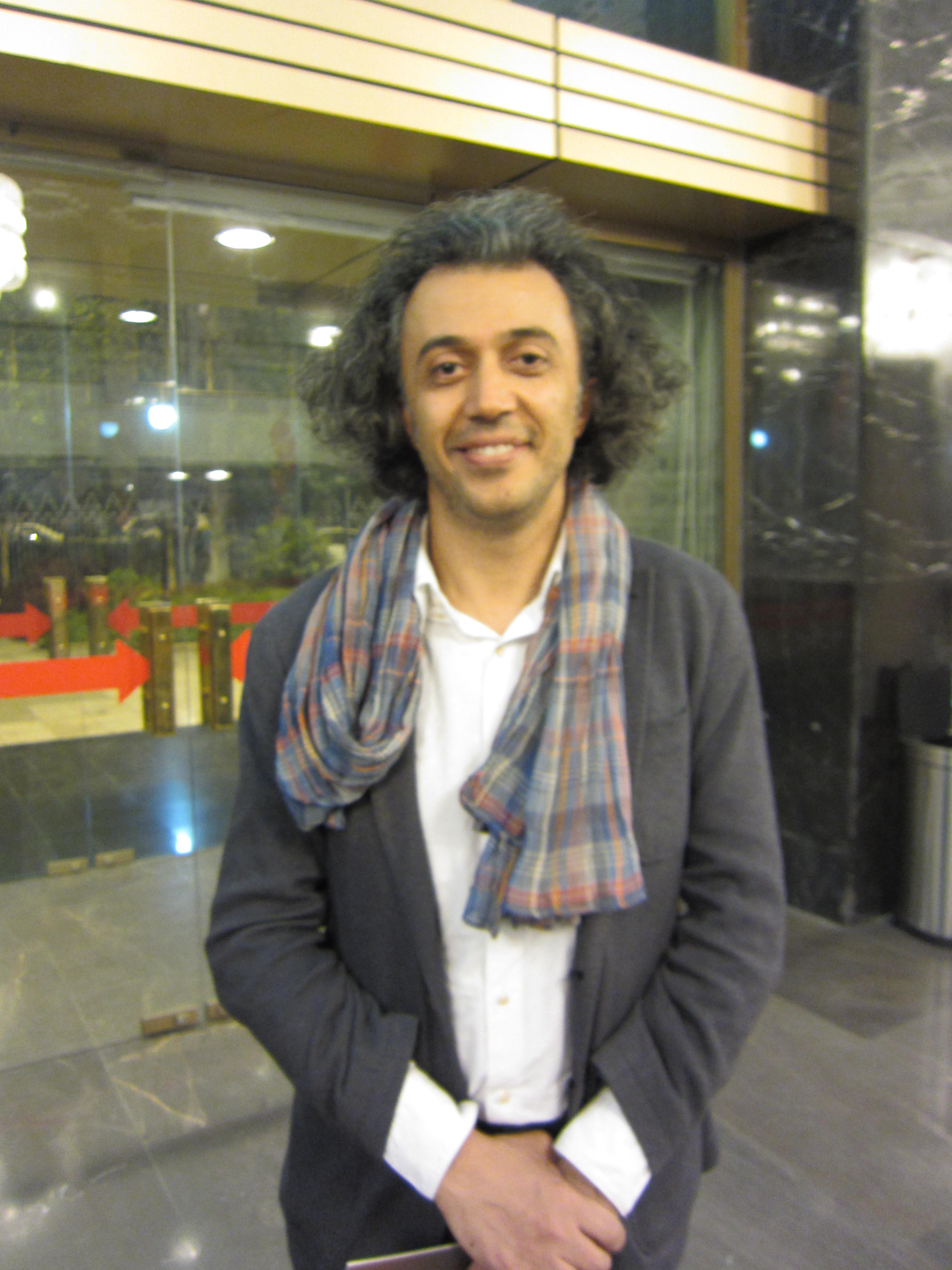
پیمان یزدانیان

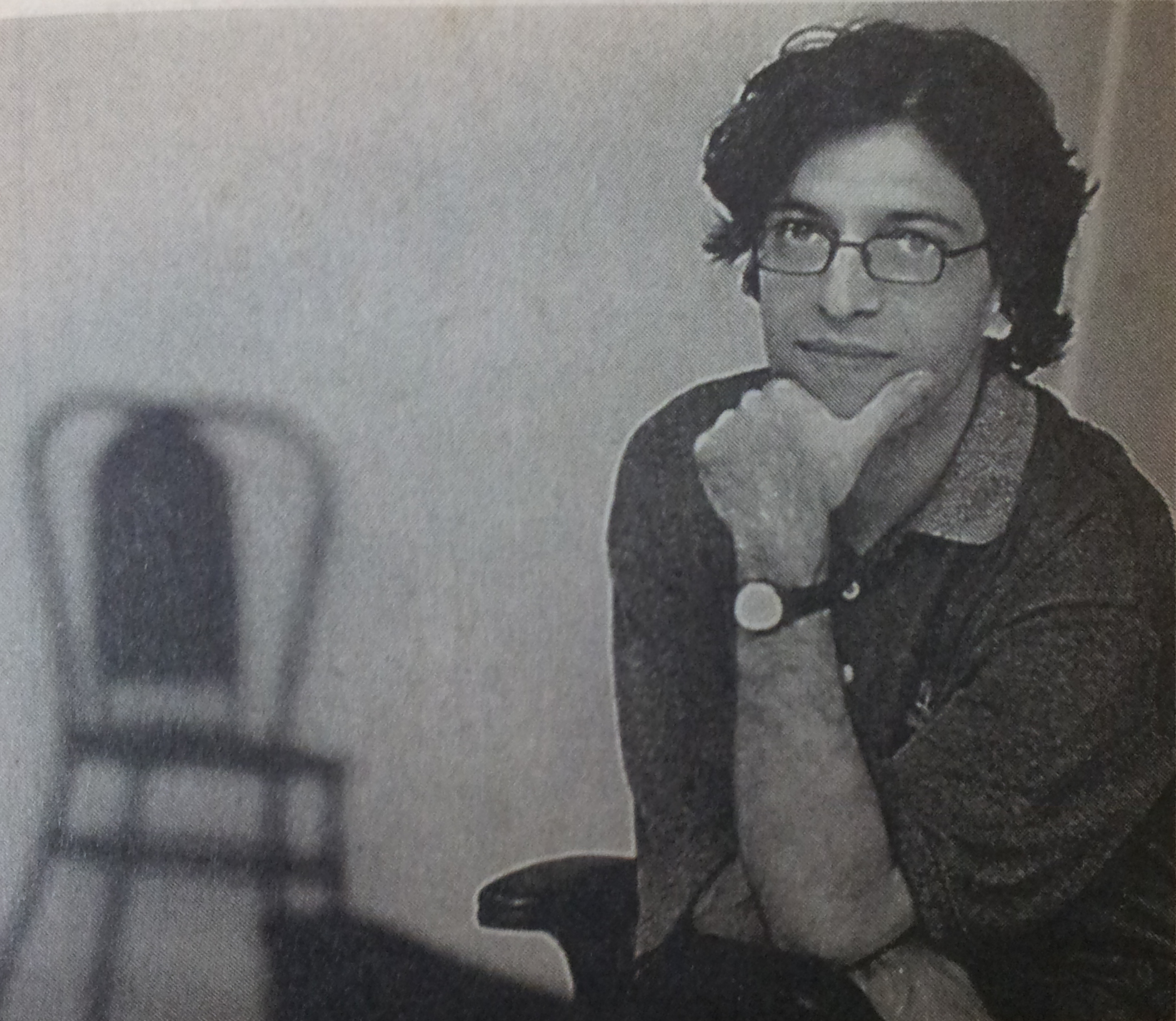
کامبیز کاهه

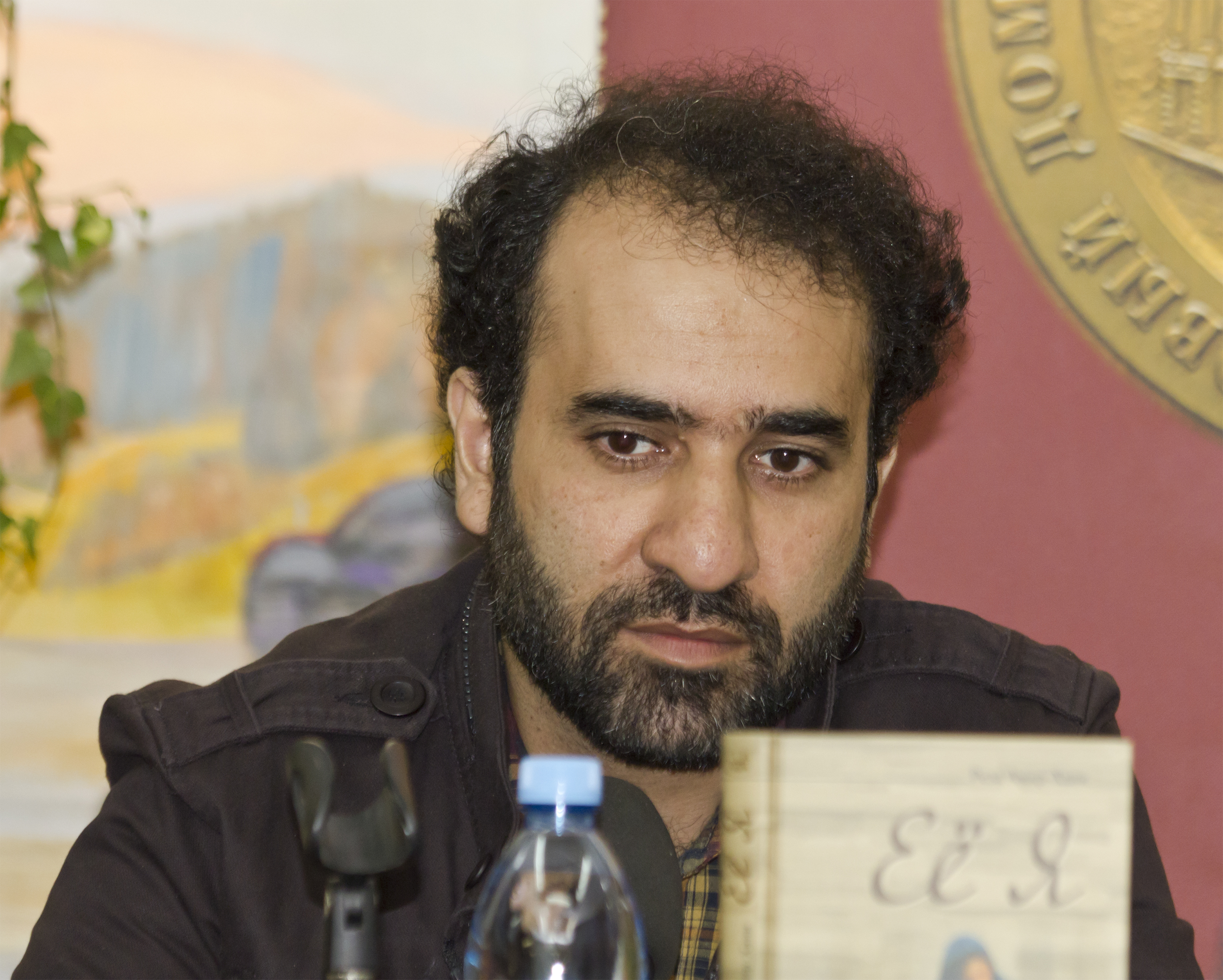
رضا امیرخانی

- احمد کیارستمی، گرافیست، رئیس بنیاد کیارستمی[۶۹]
- فرزانه آقایی‌پور، نویسنده[۲۸]
- مسعود خیام، نویسنده[۲۸]
- فتح‌الله بی‌نیاز، نویسنده[۲۸]
- بهمن دارالشفایی، خبرنگار
- رضا امیرخانی، نویسنده
- روزبه گیلاسیان
- محمد مطهری
- کامبیز کاهه، منتقد فیلم
- شهاب مقربین، شاعر و مترجم
- جمیل رستمی، کارگردان
- مجید شریف، نویسنده
- محسن عمادی، شاعر
- علی ملیحی، روزنامه‌نگار
- ژیلا شریعت‌پناهی، قرآن‌پژوه و فعال زنان
- ایرج تقی‌پور، تهیه‌کننده فیلم
- حمید نادری یگانه، هنرمند
- علی علی‌زاده، تحلیلگر سیاسی
- فرضیا فلاح [en] [۷۰]
- علی پارسا، طبیعت نورد و سردبیر سابق مجله دنیای کامپیوتر
- فردین خلعتبری، آهنگساز (تحصیل ناتمام)[۷۱]
- حسین انتظامی، روزنامه‌نگار، معاون مطبوعاتی وزیر فرهنگ و ارشاد اسلامی

## غیره
- امید کوکبی
- علی یونسی (دانشجوی کنونی)